# Simon Whitfield
Simon St. Quentin Whitfield född 16 maj 1975, Kingston, Ontario, Kanada är en kanadensisk triathlet. Han har två medborgarskap: ett kanadensiskt och ett australiskt. Han bor i Victoria, British Columbia.

## Biografi
Whitfield spelade fotboll som ung, men vid 11-årsåldern började han med triathlon. Han utvecklade sin förmåga genom att delta i det kanadensiska "Stålbarn"-programmet. Vid 15-årsåldern började han med en seriös satsning på triathlon. Han vann guld vid de olympiska sommarspelen 2000 i Sydney, Australien och guld vid Samväldesspelen 2002 i Manchester i England, Storbritannien. I OS 2004 i Aten placerade han sig på elfte plats med tiden 1:53:15:81. Whitfield togs ut till truppen till OS 2008 i Peking, där han vann silvermedalj.   